# Тіку
Тіку (рум. Ticu) — село у повіті Клуж в Румунії. Входить до складу комуни Агірешу.
Село розташоване на відстані 352 км на північний захід від Бухареста, 30 км на північний захід від Клуж-Напоки.

## Населення
За даними перепису населення 2002 року у селі проживали 82 особи, усі — румуни. Усі жителі села рідною мовою назвали румунську.